# Mihálka
Mihálka (ukránul: Крайниково) település Ukrajnában, Kárpátalján, a Huszti járásban.

## Fekvése
Huszttól délkeletre, Husztsófalva és Száldobos közt fekvő település.

## Története
Mihálka' nevét 1389-ben említette először oklevél villa Karaynokfalua néven. 1462-ben Myhalfalua, 1604-ben Krajnikfalva alias Mihalkafalva néven írták.
1389-ben királyi birtok volt, de 1391-ben a Rosályi Kún család szerezte meg. Később is a Rosályi Kúnok, rokonságuk és leszármazottaik birtoka volt. Ismert birtokosai: 1550-ben Rosályi Kún László, Pesti András, 1600-ban Rosályi Kún László, Gáspár és Péter özvegyének birtoka volt.
1910-ben 784 lakosából 15 magyar, 42 német, 727 ruszin volt. Ebből 737 görögkeleti, 41 izraelita volt. A trianoni békeszerződés előtt Máramaros vármegye Huszti járásához tartozott.
A falu 1991-ben Száldobos társközsége volt, közel ezer lakossal.

## Nevezetességek

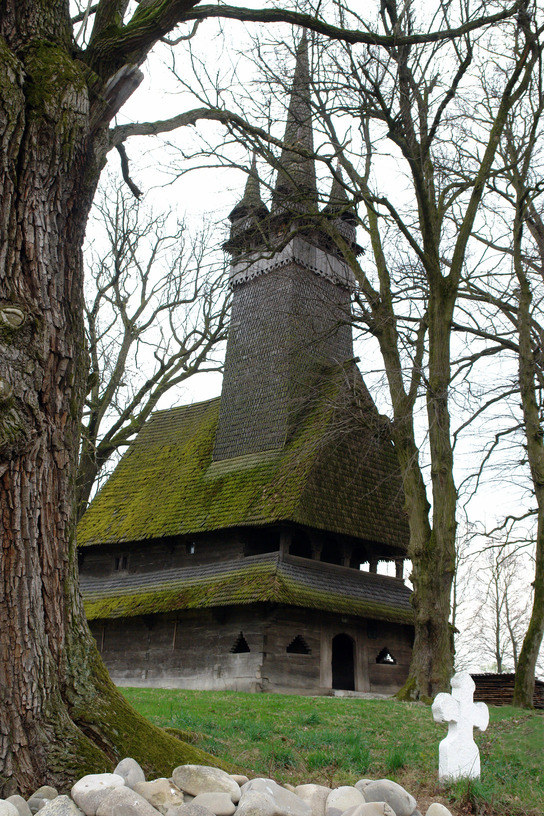
A mihálkai fatemplom.

- Görögkatolikus fatemplom és torony - 1688-ban épült, Mihály arkangyal tiszteletére. A templom a Száldobosihoz hasonló elrendezésű. Különálló harangtornya annál gazdagabb kiképzésű. A templom azoknak az ukrajnai templomoknak egyike, melyekben a 17–18. században vászonalapú festményekkel vonták be a falakat.